# Filmore Township (Missouri)
Filmore Township est un township du comté de Bollinger dans le Missouri, aux États-Unis,. En 2010, sa population s'élève à 488 habitants. Fondé en 1851, il est baptisé en référence à Millard Fillmore, 13e président des États-Unis.

## Source de la traduction
- (en) Cet article est partiellement ou en totalité issu de l’article de Wikipédia en anglais intitulé « Filmore Township, Bollinger County, Missouri » (voir la liste des auteurs).